# Zagrammosoma velerii
Zagrammosoma velerii är en stekelart som beskrevs av Efremova 1995. Zagrammosoma velerii ingår i släktet Zagrammosoma och familjen finglanssteklar.
Artens utbredningsområde är Kuba. Inga underarter finns listade i Catalogue of Life.